# Martus albolineatus
Martus albolineatus är en spindelart som beskrevs av Cândido Firmino de Mello-Leitão 1943. 
Martus albolineatus ingår i släktet Martus och familjen krabbspindlar. Inga underarter finns listade i Catalogue of Life.